# Lola Artôt de Padilla
Lola Artôt de Padilla, all'anagrafe Dolores de Padilla (Sèvres, 5 ottobre 1876 o 1880 – Berlino, 12 aprile 1933) è stata un soprano francese con cittadinanza spagnola.

## Biografia
Figlia del soprano Désirée Artôt e del baritono Mariano Padilla y Ramos, Dolores de Padilla nacque a Sèvres nel 1876 o nel 1880; al battesimo, Pauline Viardot le fece da madrina.
Dopo aver studiato canto con la madre e Anna Eugénie Schoen-René, nel 1902 fece il suo debutto sulle scene all'Hessisches Staatstheater Wiesbaden come eponima protagonista di Mignon. Tra il 1905 e il 1908 cantò al Komische Oper Berlin, mentre tra il 1909 e il 1927 cantò al Hofoper di Berlino, pur apparendo anche nei Paesi Bassi, Polonia e Scandinavia.
Nel 1907 fu Vreli in occasione della prima di A Village Romeo and Juliet di Frederick Delius, mentre nel 1911 fu Octavian e la Guardiana delle oche rispettivamente nelle prime berlinesi de Il cavaliere della rosa e Königskinder; Richard Strauss fu molto colpito dalla sua rappresentazione, tanto da definirla la migliore Octavian che avesse mai sentito. Nel 1916 fu il compositore (ruolo scritto appositamente per lei) nella prima nazionale di Ariadne auf Naxos, mentre nel 1921 fu l'eponima protagonista nella prima tedesca della Turandot di Ferruccio Busoni.
Apprezzata interprete mozartiana, ottenne vasi consensi per le sue interpretazioni come Cherubino ne Le nozze di Figaro e Zerlina in Don Giovanni, ma il suo repertorio annoverava anche i ruoli di Oscar in Un ballo in maschera, Micäela in Carmen, Charlotte nel Werther e la Contessa nelle Nozze di Figaro.
Morì a Berlino nel 1933 e fu sepolta nel Südwestkirchhof Stahnsdorf.